# 阿宅的戀愛太難
《阿宅的戀愛太難》，簡稱《宅戀》（日语：ヲタ恋），是藤田所作的日本漫畫作品。
2014年4月，藤田將《阿宅的戀愛太難》的第一作投稿至pixiv，因內容有趣而引發網友注目。2015年4月底，一迅社推出單行本第一集；2015年12月，東立出版社推出台灣中文版單行本；2017年7月，布卡漫畫推出簡體中文電子版。目前該作品仍連載於pixiv的網路漫畫部門。截止至2020年8月累計發行銷量已破1000萬部。
2021年6月18日宣布，預定7月16日發表的第60話將是本作的最終話。單行本最終卷（第11卷）於2021年10月14日發售。

## 故事簡介
桃瀨成海是一個深藏腐女屬性的OL，不過在情場上十分失意。二藤宏嵩是成海的青梅竹馬，雖然是個徹頭徹尾的死宅，但是長著一副英俊的面孔帶著酷冷的形象。在成海情場失意時，宏嵩迅速拉近了與成海的感情距離，一臉淡然的告白之後正式交往……

### 与其他作品的联动
本作与丸户史明的轻小说作品《路人女主的养成方法》进行了联动，在电视动画的第1话开头以及第2话等其他多处出现了《路人女主的养成方法》剧场版制作决定的宣传海报。

## 登場人物
桃瀨成海（聲優：伊達朱里紗）
生日：5月3日（金牛座）／身高：154cm／血型：A型
本作女主角之一，26歲貧乳OL，是個連端茶都不會的廢柴。
會廣泛接觸各類作品的御宅族兼重度腐女，並會參加Comiket等同人活動，但平時對身邊的人隱藏自己的御宅興趣。
交往歷任男友全都因為宅女屬性暴露而被甩，也是因為和同公司男友分手而跳槽到宏嵩公司。
中小學時期和宏嵩同校，兩人是青梅竹馬關係非常要好，交往前只把宏嵩當成重要的宅友，但在交往後才漸漸開始對宏嵩有了好感。在跳槽到新公司的第一天與宏嵩以沒有告白的形式下開始交往。
二藤宏嵩（聲優：伊東健人、田村睦心（幼少期、中學生））
生日：3月20日（雙魚座）／身高：184cm／血型：B型
本作男主角之一，26歲上班族。是個能兼顧工作與興趣的重度電玩遊戲御宅族。
平時面無表情，給人沉著冷靜的感覺，其實是個面癱，使用即時通訊軟體時會變得激動，而且發出的訊息中常夾雜表情符號。會抽菸，喝酒不會醉。
和明顯反感BL的樺倉不同，對成海的腐女興趣沒有什麼意見。
初戀對象為成海，從小至今都沒變過，在成海跳槽到公司後提出交往。非常重視與成海的關係，被成海稱為男朋友都能開心到雀躍的程度，雖然是面癱但經常被成海讀出心裡話。
小柳花子（聲優：澤城美雪）
生日：8月28日（處女座）／身高：167cm／血型：AB型
本作女主角之一，成海的同事，27歲巨乳OL。
職場上是精明能幹的女強人，私底下則是會接觸各類BL作品且喜愛扮成男性角色的重度Cosplayer。
和成海關係很好，但兩人推的BL配對總是不合。
酒量不好，是只喝一口啤酒就會臉紅的程度。
樺倉同高中的學妹，兩人當時分別是男子排球社和女子排球社的社長，兩人在樺倉高中畢業時開始交往。思考模式與樺倉相反也因此經常吵架，但非常喜歡樺倉到很害怕被討厭的程度。在丟失情侶項鍊的事件中答應了樺倉的求婚。
樺倉太郎（聲優：杉田智和）
生日：11月9日（天蠍座）／身高：180cm／血型：O型
本作男主角之一，宏嵩的上司，28歲上班族。外表看起來兇狠，但其實個性溫柔、很關心身旁的人，不善於拒絕別人的請求。是吐槽役。
上班時間非常的認真，但私底下是個各類作品都有接觸且喜歡萌系作品的重度御宅族
和成海一樣對於自己是御宅族感到羞恥，也是會對周遭隱瞞興趣。
小柳同高中的學長，兩人當時分別是男子排球社和女子排球社的社長，兩人在樺倉高中畢業時開始交往。思考模式與小柳相反也因此經常吵架，但非常重視小柳所以每次吵完架後都會退一步讓著小柳。在小柳丟失情侶項鍊並安慰時順著氣氛向小柳求婚。
二藤尚哉（聲優：梶裕貴、高橋未奈美（小學生））
生日：4月21日（金牛座）／身高：177cm／血型：AB型
小宏嵩7歲的弟弟，和宏嵩不同，表情相當豐富。19歲大學生。在咖啡廳打工，目前因通學距離考量暫住於宏嵩家。
非御宅族，對ACG了解不多，遊戲技術也只有初學者等級，會把動漫用語誤為公司用語。
是屬於「雖然人很好，但交不到女友」的類型。
本以為櫻城是男性，得知真相後時對櫻城感到非常的抱歉。與櫻城的相處下變的很喜愛遊戲，曾讓宏嵩感到好奇是什麼原因而偷玩尚哉的帳號，但遊戲技術仍然沒有長進。對櫻城抱有好感，後來和對方告白後並開始交往。
櫻城光（聲優：悠木碧）
生日：10月15日（天秤座）／身高：170cm／血型：A型
跟尚哉同一大學的學生。熱愛遊戲的重度遊戲宅。在書店打工。
外表常被誤認是男生，但其實是女生。內向且不擅交流，但表情全寫在臉上。
對其他人無法正常的交流慎自感到緊張，但在對尚哉卻可以正常的交流。喜歡尚哉，目前和尚哉開始交往。
相庭（聲優：八代拓）
成海一行人同公司的男性員工。
馬場（聲優：寺島拓篤）
成海一行人同公司的男性員工。
千葉（聲優：長江里加）
成海一行人同公司的女性員工。
堂元（聲優：樫井笙人）
成海一行人同公司的男性上司，為公司課長。
一條良樹（聲優：赤羽根健治）
和尚哉同大學的朋友，被尚哉稱為「良良」。自幼稚園起和尚哉、三井就是好朋友。
三井健介（聲優：岡本信彥）
和尚哉同大學的朋友，被尚哉稱為「小健」。自幼稚園起和尚哉、一條就是好朋友。

## 出版書籍

### 漫畫
| 卷數 | 一迅社         | 一迅社                                                     | 東立出版社     | 東立出版社                           | 天津人民美术出版社 | 天津人民美术出版社     | 收錄章節       |
| 卷數 | 發售日期       | ISBN                                                       | 發售日期       | ISBN / EAN                           | 發售日期           | ISBN                   | 收錄章節       |
| ---- | -------------- | ---------------------------------------------------------- | -------------- | ------------------------------------ | ------------------ | ---------------------- | -------------- |
| 1    | 2015年4月30日  | ISBN 978-4-7580-0846-4                                     | 2015年12月1日  | ISBN 978-986-462-097-5               | 2024年12月         | ISBN 978-7-5729-1661-8 | Episode 1～5   |
| 2    | 2016年3月31日  | ISBN 978-4-7580-0899-0                                     | 2017年2月2日   | EAN 471-094-555-003-9（首刷限定版）  | 2024年12月         | ISBN 978-7-5729-1661-8 | Episode 6～13  |
| 2    | 2016年3月31日  | ISBN 978-4-7580-0899-0                                     | 2017年2月6日   | EAN 471-094-555-002-2（首刷附錄版）  | 2024年12月         | ISBN 978-7-5729-1661-8 | Episode 6～13  |
| 2    | 2016年3月31日  | ISBN 978-4-7580-0899-0                                     | 2017年5月17日  | ISBN 978-986-462-098-2               | 2024年12月         | ISBN 978-7-5729-1661-8 | Episode 6～13  |
| 3    | 2016年12月23日 | ISBN 978-4-7580-0934-8                                     | 2017年10月20日 | EAN 471-094-555-314-6（首刷附錄版）  | 2025年1月          | ISBN 978-7-5729-1662-5 | Episode 14～21 |
| 4    | 2017年7月26日  | ISBN 978-4-7580-0951-5                                     | 2018年4月16日  | EAN 471-094-555-523-2（首刷附錄版）  | 2025年1月          | ISBN 978-7-5729-1662-5 | Episode 22～30 |
| 4    | 2017年7月26日  | ISBN 978-4-7580-0951-5                                     | 2020年1月1日   | ISBN 978-986-486-840-7               | 2025年1月          | ISBN 978-7-5729-1662-5 | Episode 22～30 |
| 5    | 2018年2月2日   | ISBN 978-4-7580-0979-9                                     | 2018年10月18日 | EAN 471-094-555-621-5（首刷附錄版）  |                    | ISBN 978-7-5729-1658-8 | Episode 31～38 |
| 5    | 2018年2月2日   | ISBN 978-4-7580-0979-9                                     | 2020年8月27日  | ISBN 978-957-262-028-1               |                    | ISBN 978-7-5729-1658-8 | Episode 31～38 |
| 6    | 2018年7月31日  | ISBN 978-4-7580-0987-4                                     | 2019年3月29日  | EAN 471-094-555-898-1（首刷附錄版）  | Episode 39～45     | ISBN 978-7-5729-1658-8 |                |
| 7    | 2019年3月29日  | ISBN 978-4-7580-2019-0 ISBN 978-4-7580-2020-6（OAD特裝版） | 2019年8月28日  | EAN 471-094-556-030-4（首刷限定版）  |                    | ISBN 978-7-5729-1659-5 | Episode 46～53 |
| 7    | 2019年3月29日  | ISBN 978-4-7580-2019-0 ISBN 978-4-7580-2020-6（OAD特裝版） | 2019年9月4日   | EAN 471-094-556-031-1（首刷附錄版）  |                    | ISBN 978-7-5729-1659-5 | Episode 46～53 |
| 7    | 2019年3月29日  | ISBN 978-4-7580-2019-0 ISBN 978-4-7580-2020-6（OAD特裝版） | 2020年8月27日  | ISBN 978-957-263-448-6               |                    | ISBN 978-7-5729-1659-5 | Episode 46～53 |
| 8    | 2019年12月13日 | ISBN 978-4-7580-2058-9                                     | 2020年9月25日  | ISBN 978-957-26-4768-4               | Episode 54～61     | ISBN 978-7-5729-1659-5 |                |
| 9    | 2020年8月5日   | ISBN 978-4-7580-2120-3                                     | 2021年1月22日  | ISBN 978-957-26-5816-1               |                    | ISBN 978-7-5729-1660-1 | Episode 62～69 |
| 10   | 2021年2月5日   | ISBN 978-4-7580-2188-3 ISBN 978-4-7580-2189-0（OAD特裝版） | 2022年2月17日  | ISBN 978-957-26-7264-8               | Episode 70～77     | ISBN 978-7-5729-1660-1 |                |
| 11   | 2021年10月14日 | ISBN 978-4-7580-2281-1 ISBN 978-4-7580-2282-8（OAD特裝版） | 2022年4月8日   | ISBN 978-957-26-8184-8（首刷限定版） |                    | ISBN 978-7-5729-1663-2 | Episode 78～86 |
| 11   | 2021年10月14日 | ISBN 978-4-7580-2281-1 ISBN 978-4-7580-2282-8（OAD特裝版） | 2022年4月15日  | ISBN 978-957-26-8130-5               |                    | ISBN 978-7-5729-1663-2 | Episode 78～86 |

### 小說
- 作者：華路いづる、繪圖：ふじた 《阿宅的戀愛太難 小說版》

| 卷數 | 一迅社        | 一迅社                 | 東立出版社    | 東立出版社            |
| 卷數 | 發售日期      | ISBN                   | 發售日期      | EAN                   |
| ---- | ------------- | ---------------------- | ------------- | --------------------- |
| 全   | 2020年1月31日 | ISBN 978-4-7580-9240-1 | 2020年7月31日 | EAN 471-060-104-289-2 |

### 同人畫集
- 《阿宅的戀愛太難漫畫同人合集》

| 卷數 | 一迅社       | 一迅社                 | 東立出版社     | 東立出版社             |
| 卷數 | 發售日期     | ISBN                   | 發售日期       | EAN                    |
| ---- | ------------ | ---------------------- | -------------- | ---------------------- |
| 全   | 2020年2月4日 | ISBN 978-4-7580-0993-5 | 2020年10月16日 | ISBN 978-957-26-5612-9 |

- 《阿宅的戀愛太難 公式插畫集》(ヲタクに恋は難しい official art works)

| 卷數 | 一迅社         | 一迅社                 | 東立出版社    | 東立出版社             |
| 卷數 | 發售日期       | ISBN                   | 發售日期      | EAN                    |
| ---- | -------------- | ---------------------- | ------------- | ---------------------- |
| 全   | 2021年10月14日 | ISBN 978-4-7580-2302-3 | 2022年7月28日 | ISBN 978-957-26-9152-6 |

## 電視動畫

### 主題曲
片頭曲
作詞、作曲：片岡健太，編曲、主唱：sumika
片尾曲(第1話－第8話、第10話－第11話)
作詞：宮嶋淳子，作曲、編曲：川崎智哉，主唱：halca
片尾曲(第9話)
作詞：宮嶋淳子，作曲、編曲：松坂康司，主唱：halca

### 各話列表
| 話數 | 日文標題 | 中文標題                 | 劇本     | 分鏡              | 演出          | 作畫監督                                                                                       | 總作畫監督        |
| ---- | -------- | ------------------------ | -------- | ----------------- | ------------- | ---------------------------------------------------------------------------------------------- | ----------------- |
| 01   |          | 成海和宏嵩的再會。之後…  | 平池芳正 | 平池芳正          | 高島大輔      | 長友望己、杉薗真希                                                                             | 安田京弘 荒木彌緒 |
| 02   |          | 戀人?開始了              | 平池芳正 | 島津裕行          | 淺見松雄      | 森田実、菊池華子 鷲田敏弥、門智昭 小林ゆかり、田之上慎 西村元秀、德田夢之助 辻早智子、杉薗真希 | 安田京弘 荒木彌緒 |
| 03   |          | 同人展和遊戲展           | 篠塚智子 | 金崎貴臣          | 飛田剛        | 前田學史、黒川あゆみ                                                                           | 安田京弘 荒木彌緒 |
| 04   |          | 大人的戀愛也很難?        | 高木聖子 | 齋藤哲人          | 嵯峨敏        | 重松しんいち、津熊健徳 德田夢之助、西村元秀                                                    | 安田京弘 荒木彌緒 |
| 05   |          | 尚哉登場和遊戲大會 part2 | 篠塚智子 | 石川俊平 平池芳正 | 岩月甚        | 本多みゆき、日高真由美 山本真夕子                                                              | 安田京弘 荒木彌緒 |
| 06   |          | 憂鬱的聖誕節             | 高木聖子 | 島津裕行          | 古賀一臣      | 長友望己、杉薗真希 德田夢之介、本多恵美 川口弘明、安藤真喜 阿部千秋、山本恭平                  | 安田京弘 荒木彌緒 |
| 07   |          | 網遊和各自的夜晚         | 高木聖子 | 渡邊了            | 高島大輔      | 黒川あゆみ、秋田英人 徳田夢之介、西村元秀 後藤まり子、安藤真喜 服部憲知                        | 安田京弘 荒木彌緒 |
| 08   |          | 害怕打雷和會在意的年齡   | 篠塚智子 | 齋藤哲人          | 淺見松雄      | 管振宇、李少雷 前田學史、武田芽衣 山本真夕子                                                   | 安田京弘 荒木彌緒 |
| 09   |          | 去約會吧!                | 平池芳正 | 渡邊了            | 岩月甚        | 須藤智子、杉薗真希 本多みゆき                                                                  | 安田京弘 荒木彌緒 |
| 10   |          | 小光登場和再戰網遊       | 高木聖子 | 齋藤哲人          | 嵯峨敏 飛田剛 | 黒川あゆみ、後藤まり子 長友望己                                                                | 安田京弘 荒木彌緒 |
| 11   |          | 阿宅的戀愛太難           | 篠塚智子 | 渡邊了 島津裕行   | 高島大輔      | 長友望己、杉薗真希 前田学史、須藤智子 本多みゆき、朝井聖子 山本真夕子                          | 安田京弘 荒木彌緒 |
| OAD  |          | 戀愛總是突然來臨         | 篠塚智子 | 渡邊了            | 古賀一臣      | 須藤智子、杉薗真希 前田学史、山崎浩平 川口弘明、秋田英人                                       | 安田京弘 荒木彌緒 |
| OAD2 |          | 朋友的距離               | 內海照子 | 高野やよい        | 高野やよい    | 石川獎士、NUT 南井尚子、三島詠子                                                               | 中村ユミ          |

### 藍光、DVD
| 卷數 | 發售日期       | 收錄話數      | 規格編號     | 規格編號     |
| 卷數 | 發售日期       | 收錄話數      | 藍光限定版   | DVD限定版    |
| ---- | -------------- | ------------- | ------------ | ------------ |
| 1    | 2018年9月12日  | 第1話、第2話  | ANZX-12631/2 | ANZB-12631/2 |
| 2    | 2018年10月10日 | 第3話－第5話  | ANZX-12633/4 | ANZB-12633/4 |
| 3    | 2018年11月14日 | 第6話－第8話  | ANZX-12635/6 | ANZB-12635/6 |
| 4    | 2018年12月22日 | 第9話－第11話 | ANZX-12637/8 | ANZB-12637/8 |

### 播放電視台
日本深夜動畫：下文記載的日本国内播放時間使用日本標準時間（UTC+9）表示。因為部分時間标识會採用30小时制，因此請留意这类超过24:00的时间，其實際播放時間為翌日清晨。
| 播放日期                 | 播放時間                 | 播放電視台               | 播放地域                 | 2018年4月13日－6月22日   |
| ------------------------ | ------------------------ | ------------------------ | ------------------------ | ------------------------ |
| 星期四深夜 24:55 - 25:25 | 富士電視台               | 關東廣域圏               |                          |                          |
| 岩手可愛電視台           | 岩手縣                   |                          |                          | 櫻桃電視台               |
| 山形縣                   |                          | 星期四深夜 25:20 - 25:50 | 秋田電視台               | 秋田縣                   |
|                          | 星期四深夜 25:25 - 25:55 | 福島電視台               | 福島縣                   |                          |
| 星期四深夜 25:30 - 26:00 | 長野放送                 | 長野縣                   |                          |                          |
| 愛媛電視台               | 愛媛縣                   |                          | 星期四深夜 25:35 - 26:05 | 靜岡電視台               |
| 静岡縣                   |                          | 星期四深夜 25:45 - 26:15 | 新潟綜合電視台           | 新潟縣                   |
|                          |                          | 熊本電視台               | 熊本縣                   |                          |
| 星期四深夜 25:55 - 26:25 | 關西電視台               | 近畿廣域圏               |                          |                          |
| 新廣島電視台             | 廣島縣                   |                          |                          | 西日本電視台             |
| 福岡縣                   |                          | 星期四深夜 26:00 - 26:30 | 仙台放送                 | 宮城縣                   |
|                          | 星期四深夜 26:05 - 26:35 | 鹿兒島電視台             | 鹿兒島縣                 |                          |
| 星期四深夜 26:10 - 26:40 | 東海電視台               | 中京廣域圏               | 2018年4月14日－6月23日   | 星期五深夜 24:55 - 25:25 |
| 佐賀電視台               | 佐賀縣                   |                          |                          |                          |

## 電影
- 2020年2月7日 《ヲタクに恋は難しい#映画（日语：ヲタクに恋は難しい#映画）》
  - 高畑充希飾演 桃瀬成海
  - 山崎賢人飾演 二藤宏嵩
  - 菜菜緒飾演 小柳花子
  - 賀来賢人飾演 坂元真司
  - 今田美櫻飾演 森田悠季
  - 若月佑美飾演 未来
  - 室剛飾演 酒吧老闆
  - 佐藤二朗飾演 石山邦雄
  - 齋藤工飾演 樺倉太郎
  - 內田真禮飾演 自己

## 評價
- pixiv內的原創漫畫書籤數歷代第一[37]。
- 首屆「下一部人氣漫畫大賞」網路漫畫類別第一名[38]
- 日本電子書網站「Renta!」2015年最暢銷的少女漫畫[39]。
- 2016年這本漫畫真厲害！女生編第一名[40]。
- 2023年BookLive讀者票選戀愛漫畫第3名[41]。

## 外部連結
- （日語）阿宅的戀愛太難 （页面存档备份，存于），一迅社的官方介紹網頁。
- （日語）阿宅的戀愛太難 （页面存档备份，存于），刊載於pixiv的網路漫畫。
- （日語）電視動畫《阿宅的戀愛太難》官方網站 （页面存档备份，存于）
- （日語）電視動畫《阿宅的戀愛太難》官方的X（前Twitter）
- 映画『ヲタクに恋は難しい』公式アカウント的X（前Twitter）
- YouTube上的映画『ヲタクに恋は難しい』播放列表